# TV CG 1
TV CG 1 est la première chaîne du groupe de télévision publique monténégrine RTCG, née le 4 mai 1964. Elle diffuse principalement des programmes d'information, dont le journal télévisé Dnevnik.

## Historique de la chaîne

Historique des logos
2012-2024.
Depuis 2024.